# قطن طبي

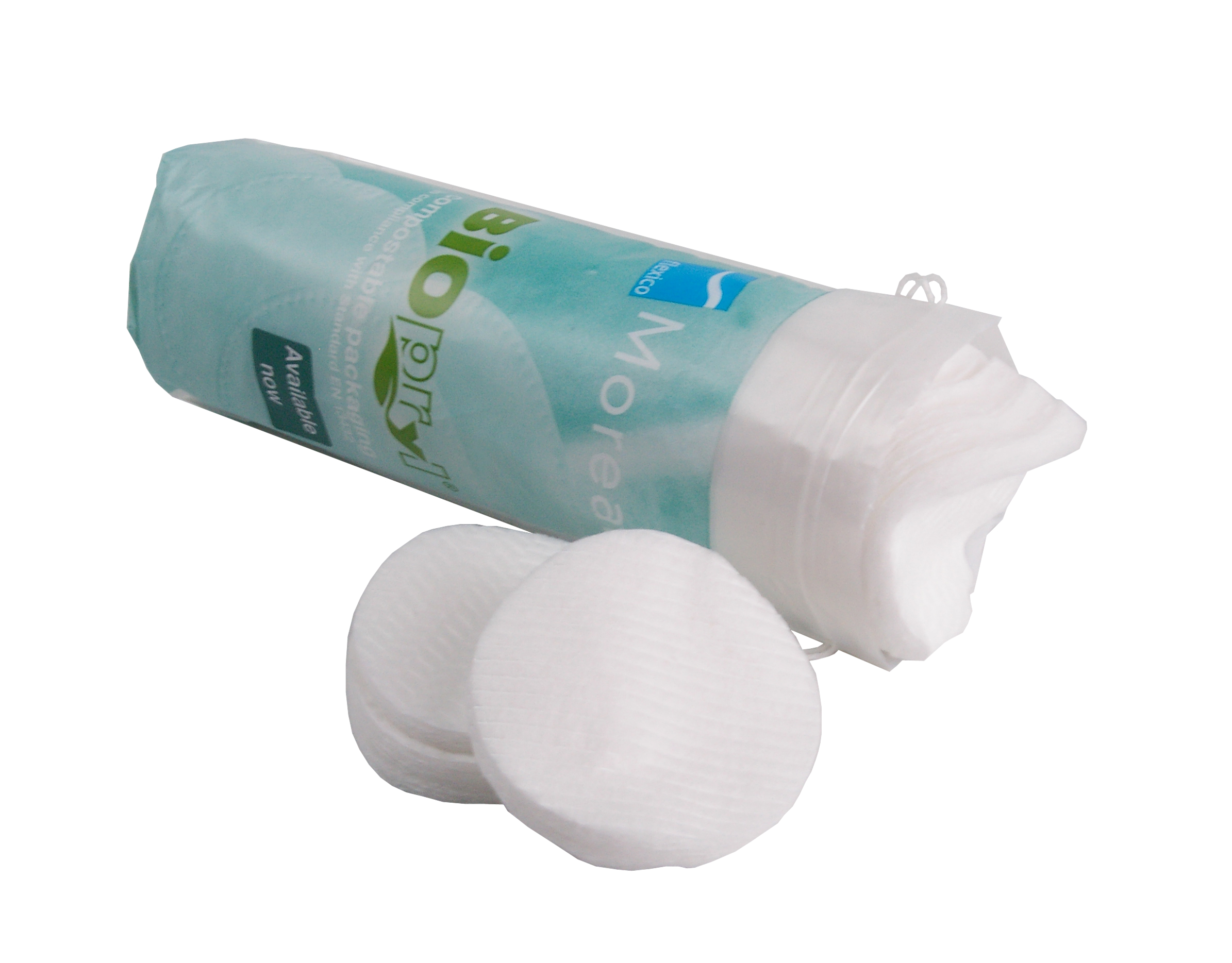

القطن الطبي (بالإنجليزية:Cotton pad) هي ضمادات مصنوعة من القطن تستخدم للأغراض الطبية، وفي مستحضرات التجميل. في الاستعمالات الطبية تستخدم الضمادات القطنية لإيقاف أو منع النزيف من الثقوب الصغيرة مثل الحقن أو بزل الوريد ويمكن تثبيتها في مكانها باستخدام شريط لاصق. والضمادات القطنية تستخدم أيضا في وضع وإزالة المكياج وهي أيضا ناعمة بما يكفي لاستخدامها في تنظيف الاطفال. الكرات الطبية لها الكثير من التطبيقات نفسها مثل الضمادات القطنية، ويمكن استخدامها بالتبادل.

## التاريخ

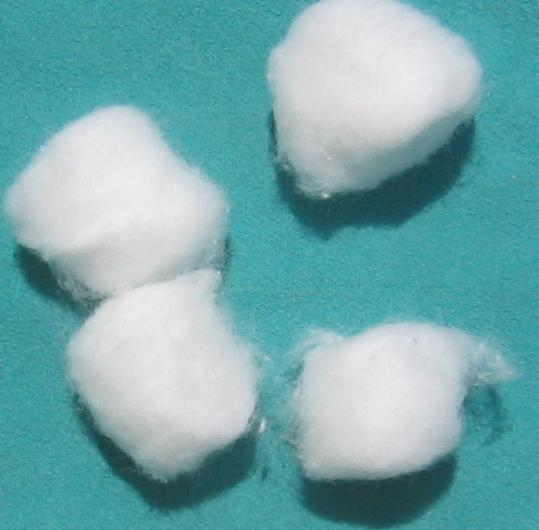

من المرجح ان يعود استخدام القطن للأغراض الطبية إلى تدجينه. هناك أدلة على أن ورق التواليت، المصنوع جزئيًا من القطن و / أو ألياف نباتية أخرى مثل القنب، [3] [4] تم استخدامه في وقت مبكر على الاقل منذ عام 589 م في الصين. [5] [أ] تم استخدام كرات القطن لتطبيق أوراق الذهب منذ عام 1801 على الأقل. يوصي دليل الفنانين من ذلك العام باستخدام «ذيل السنجاب، أو كرة القطن» للضغط على الورقة الذهبية في مكانها. . [6] هناك بعض الدلائل على أنه تم إنتاجها بكميات كبيرة منذ عام 1816، وهي إعلان أخرجه (بالمر ونيكولز وشركاه من نيويورك بالمر) للعديد من أنواع مختلفة من الأقمشة والمنتجات المصنوعة من القطن والتي تسرد «كرات القطن» كسلعة للبيع. [7] في عام 1891، نشرت صحيفة (لاريدو تايمز) قصة عن النساء اللواتي وضعن كرات القطن في خديهن ليبدين أنفسهن أنحف.[8] استخدمت براءة اختراع عام 1898 من قبل (جيروم ب. ديلون) لنوع جديد من الضمادات السرية «وسادة قطنية ماصة مطهرة» للقيام بوظيفتها. [9]
في عام 1937، اخترع (جوزيف أ. فوس) آلة تقوم بعمل لفات من القطن وقصها على ابعاد ثابتة إلى وسادات قطنية، [10] بدء الاستهلاك الواسع النطاق لكرات القطن والوسادات. أخذت الشركات التي تنتج كرات القطن إعلانات في الصحف في وقت مبكر من عام 1948 للترويج لاستخداماتها للجمهور. [1] في عام 1965، ذكرت صحيفة (أوبلوساس ديلي وورلد) أن صناعة القطن الصحي في الولايات المتحدة بلغت قيمتها 60 مليون دولار أمريكي (460.4 مليون دولار أمريكي في عام 2016 بالأسعار المعدلة لمؤشر أسعار المستهلك). [11] في هذا الوقت، كان هناك قلق من الصناعة من أن المنتجات الصحية التي تستخدم النايلون، والموصوفة باسم كرات القطن، ستزاحم كرات القطن التي تحتوي بالفعل على القطن، مما يضر بمناطق تصدير القطن. [11]  في عام 1986، قامت شركة (جونسون آند جونسون)، وهي شركة لتصنيع كرات القطن، بنشر إعلانات تفيد بأن «الأطباء ينصحون» بكرات القطن على «المصنعة». [12] ومع ذلك، بحلول عام 2013، كانت معظم الكرات والوسادات القطنية الاستهلاكية خارج العلامات التجارية العضوية المسماة "100٪ Cotton" تحتوي على البوليستر ومعظم الكميات الاسمية من القطن. [13]
في عام 2015، قدرت شركة (Mass Market Retailers)، وهي سوبر ماركت ومتجرسلسلة مجلة التجارة، أن إجمالي مبيعات كرات القطن والوسادات في الولايات المتحدة بلغت 177.7 مليون دولار أمريكي لعام 2014، [14] من 343.1 مليون دولار في 1999. [15] قد يرجع التغيير إلى زيادة مبيعات العلامات التجارية للمحلات الأرخص: في عام 1999، كانت 50.1٪ فقط من كرات القطن المباعة تحمل علامات تجارية في المتجر، [15] مقابل 88٪ في 2014. [14] كانت العلامات التجارية الثلاث الأولى للكرة القطنية في الولايات المتحدة في عام 2015 هي (Swisspers) (المصنعة بواسطة US Cotton)، و Swiss Beauty (U.S. Cotton)، [16] و Cotton Cloud (Wabbit Inc ). [14]